# Joseph Dirand
Joseph Dirand, né le 6 février 1974 à Paris, est un architecte d’intérieur et designer français,.

## Biographie
Joseph Dirand naît en 1974 à Paris. Il obtient un diplôme en Architecture d'intérieur à l'École nationale supérieure d'architecture de Paris-Belleville. Il est marié et est père d'une fille,.

## Parcours professionnel
À 26 ans, il fonde sa propre étude. Son travail pour Balmain, effectué avec le directeur créatif Christophe Decarnin, le mène à être l'architecte d'intérieur préféré de plusieurs maisons de mode. Depuis 1999 il travaille comme architecte d'intérieur. La capacité qu’a Dirand d’utiliser la lumière et l'espace lui permet de travailler pour plusieurs maisons et créateurs de mode, notamment Chloe, Pucci, Balmain, Rick Owens et Alexander Wang. En avril 2015, il prend part à l'exposition du magazine AD intérieurs à Paris. Cette même année, il crée sa première collection de meubles.

## Réalisations
Les réalisations de Joseph Dirand incluent l'Hôtel Monterrey Habitat (Mexique) ; les boutiques Rick Owens (Londres), Alexander Wang (Pékin), Pierre Balmain (Paris), Chloé (Paris), Givenchy (Paris), Pucci (New York-Paris) ou Balenciaga (Japon) ; L'Apogée Courchevel avec India Mahdavi.

## Esthétique
Joseph Dirand part du goût pour les matériaux nobles et de la simplification des lignes (« Le bois a beaucoup de mouvement », a-t-il dit). Il donne vie à l'intérieur, en jouant avec les contrastes de couleur, la lumière, les matériaux et les effets optiques.
En combinant minimalisme dans les éléments, élégance classique, sobriété naturelle et épuration des formes, Joseph Dirand dessine ses projets comme des parcelles indépendantes, des esquisses d'un futur habité. 
Dirand admire les grands architectes du XXe siècle, comme Scarpa, Aalto, Jeanneret ou Le Corbusier,.Ses pièces, faites sur mesure, sont élaborées à la main dans les Ateliers Saint-Jacques.

## Reconnaissances
- 2010 : Wallpaper Design Award Pour le meilleur hôtel, par Habitat Monterey (le Mexique).

- 2013 : Architecte d'intérieur de l'année, par la revue Maison&Objet[14],[9].

- 2014: Wallpaper Design Award Pour le meilleur nouveau restaurant, par Monsieur Bleu (Paris)[15].

## Distinctions
- Chevalier de l'ordre des Arts et des Lettres (2015)